# Шестизубый короед
Шестизубый короед, также стенограф, или большой сосновый короед (лат. Ips sexdentatus) — жук из подсемейства короедов (Scolytinae).
Форма тела удлиненная, сзади несколько суженная; цвет блестяще-черный или бурый; ноги и усики желто-бурые; волоски на теле буровато-желтые. Грудной щит длинный с широкой срединной линией. Надкрылья с продольными рядами глубоких точек и гладкими промежутками; на заднем конце надкрылий глубокое углубление, по краям которого находятся с каждой стороны по 6 зубцов, из которых 4-й самый большой; длина до 8 мм.
Встречается во всей Европе и в Сибири. Летает в апреле или мае и откладывает яички на обыкновенную сосну, а также на другие виды сосны, и изредка на ель; при этом он нападает главным образом на больные и свежесрубленные деревья. Входное отверстие, проделанное жуком, ведет в случную камеру, от которой расходятся в продольном направлении 1 или большей частью несколько маточных ходов (по числу самок, оказавшихся в случной камере). Маточные ходы достигают 40 см длины и 3—4 мм ширины (наиболее длинные и широкие из всех европейских короедов) и проделываются как в толстой, так и тонкой коре. Вдоль маточного хода самки откладывают по бокам многочисленные яйца; выходящие из них личинки (беловатые, без ног) проделывают длинные и широкие личиночные ходы, заканчивающиеся колыбельками, в которых происходит окукливание; личинковые ходы проходят преимущественно в лубе. Выходящие из куколок жуки проделывают крупные летные отверстия. В годы с высокими летними температурами короед может давать до трёх поколений.
Размножается иногда очень сильно и наносит большой вред сосновым лесам (в России и в Германии); нередко страдали от него леса, поврежденные сосновой совкой или сосновой пяденицей. Единственная мера борьбы — своевременное вкладывание ловчих деревьев.